# Uwe Baumert

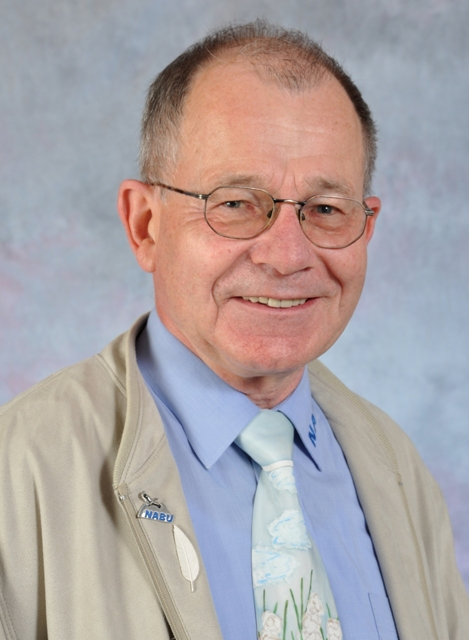
Uwe Baumert
Foto: Studio Fegan

Uwe Baumert (* 15. April 1943 in Hirschberg, Schlesien) ist ein deutscher Naturschützer. Er ist stellvertretender Vorsitzender des Landesverbandes Niedersachsen im Naturschutzbund Deutschland (NABU) und aktiv im Bereich Bioenergie auf Regierungsebene in Bund und Land, sowie an Universitäten.

## Werdegang
Baumert verbrachte Kindheit und Schulzeit in Ostholstein. Nach dem Abitur verpflichtete er sich als Berufsoffizier bei der Bundeswehr und stand in Führungsverwendungen im nationalen und internationalen Bereich. Zuletzt war er im Bundesministerium der Verteidigung für einen Teilbereich des Heeres zuständig. Nach der Pensionierung schuf er sich mit seiner Ehefrau auf einem Resthof bei Bremervörde ein Zuhause.

### Ehrenamtliche Arbeit für den Naturschutzbund
1998 trat er dem Naturschutzbund Deutschland (NABU) bei. Seit 2001 ist er 1. Vorsitzender des NABU-Kreisverbandes Bremervörde-Zeven, 2003 wurde er in den Landesvorstand des NABU Niedersachsen berufen. Seit dem 20. September 2008 ist er Stellvertretender Landesvorsitzender des NABU Niedersachsen.
Von Oktober 2000 an ließ er sich zum NABU-Naturschutzberater ausbilden, nahm an mehr als 40 Seminaren, Workshops und Symposien teil. Schwerpunkt seiner ehrenamtlichen Arbeit sind die Themen Regenerative Energien und  Energie aus Biomasse. Baumert arbeitete am Arbeitspapier des NABU zu diesem Thema mit und nahm an Veranstaltungen, Arbeitskreisen, Beiräten an den Universitäten Göttingen, Hannover und Clausthal sowie an Podiumsdiskussionen, wie auf der Tarmstedter Ausstellung und beim Bauerntag, teil. In Niedersachsen und benachbarten Bundesländern hielt er bei Instituten und politischen Parteien Vorträge. Bundesweit, im europäischen Ausland, in den Vereinigten Staaten und in Japan erschienen Interviews.
Baumert setzte sich in ganz Niedersachsen für die Ausweisung von Schutzgebieten ein und diskutierte vor allem mit Vertretern der Landwirtschaft über Flächennutzungen. Er agiert vor allem gegen die „Vermaisung“ der Landschaft und fordert Forschungsprojekte zur Biomasseproduktion. Statt der problematischen Monokultur Mais schlug er alternativ einen Energiepflanzenmix mit zusätzlich Sonnenblumen und Wild- sowie Blühpflanzen in dreigliedriger Fruchtfolge vor. Mit dem NABU Niedersachsen forderte er Ende 2009 einen Baustopp für Biogasanlagen.

### Weitere Betätigungen
Weiter ist er Ehrenamtsbeauftragter des NABU-Landesverbandes Niedersachsen, Vorsitzender der Arbeitsgemeinschaft der Naturschutzverbände im Landkreis Rotenburg (Wümme), Mitglied der Arbeitsgemeinschaft „Moorexpress“ sowie der Arbeitsgemeinschaft „Eisenbahn statt Autobahn“, Mitglied der Naturschutzstiftung Niedersachsen, Mitglied im Beirat und im Kuratorium der Stiftung Naturschutz im Landkreis Rotenburg (Wümme), Mitglied der EFRE/ESF- sowie der PROFIL-Begleitausschüsse der Landesregierung Niedersachsen, Mitglied im Beirat der Niedersachsen Bank, im Niedersachsen-Ring/Arbeitskreis Bürgerschaftliches Engagement der Landesregierung Niedersachsen, im Biogasforum Niedersachsen der Landesregierung Niedersachsen, der Regierungskommission Klimaschutz sowie der Lenkungsgruppe IKI Bioenergie des Landkreises Rotenburg (Wümme).

## Ehrungen
2012 erhielt Baumert für seine Arbeit das Verdienstkreuz am Bande der Bundesrepublik Deutschland.

## Quelle
- Kurzbiographie / Lebenslauf Uwe Baumert, bereitgestellt vom NABU-Landesverband Niedersachsen (Stand: Juni 2012)